# بلح البحر الأزرق
بلحُ البحر الأزرق أو بلح البحر المأكول (الاسم العلمي: Mytilus edulis) (بالإنجليزية: Blue Mussel)‏ هو نوع من الحيوانات يتبع جنس بلح البحر من فصيلة بلحيات البحر البحرية. أشهر أنواع بلح البحر. يصل طوله أحياناً إلى حوالى عشرة سنتيمترات. وبلح البحر الأزرق يؤكل في أوروبا.

## معرض صور

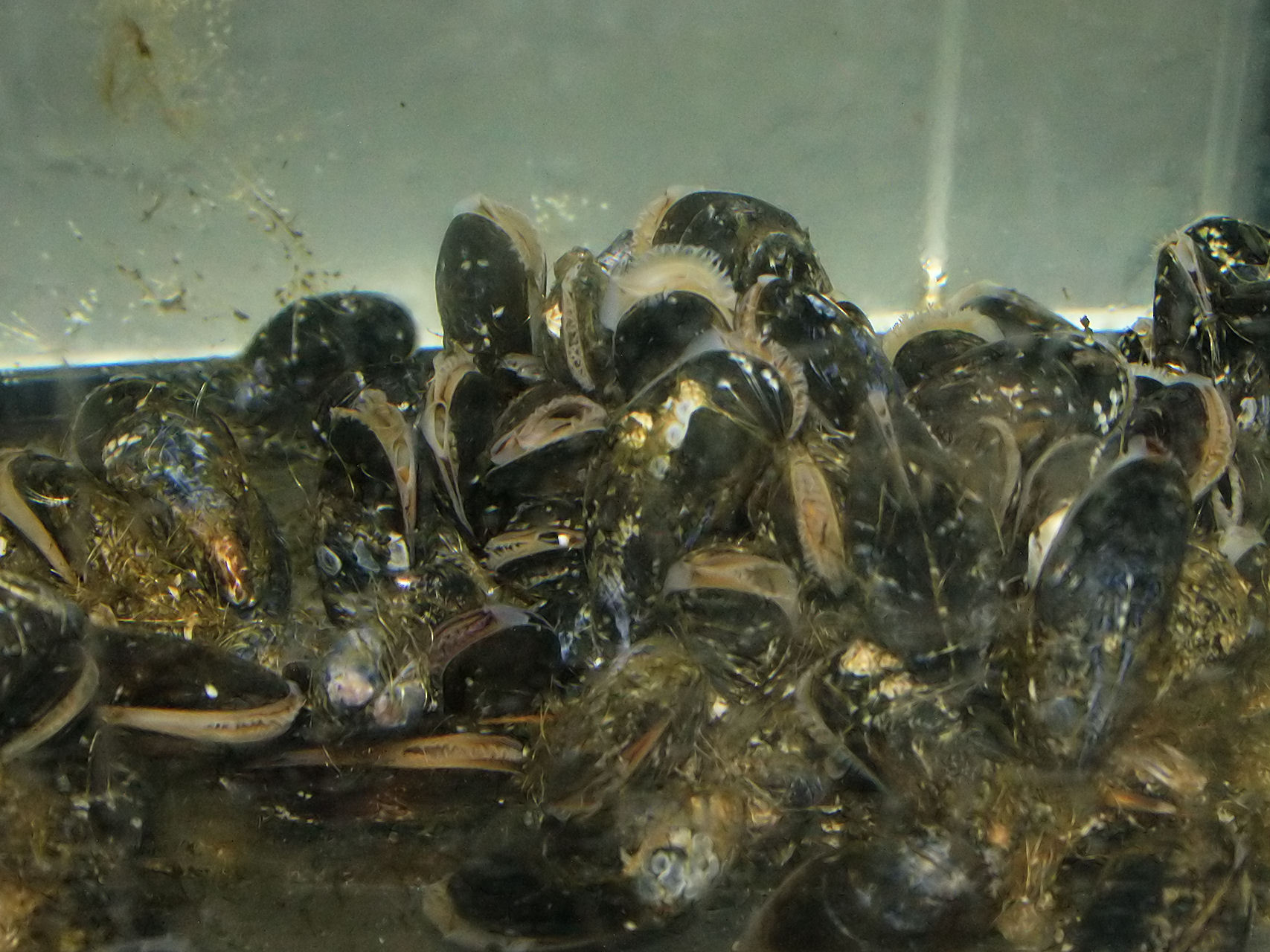
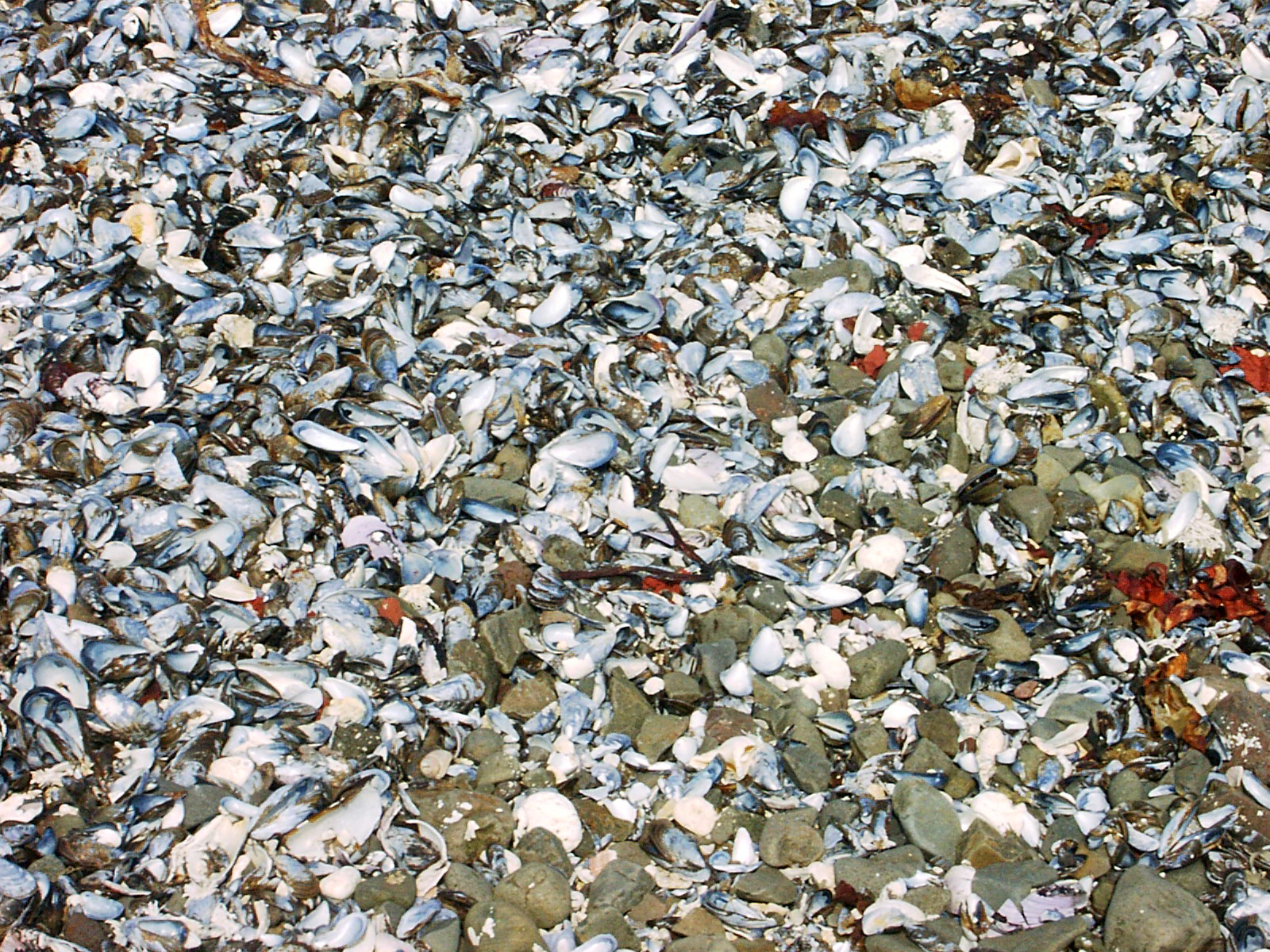
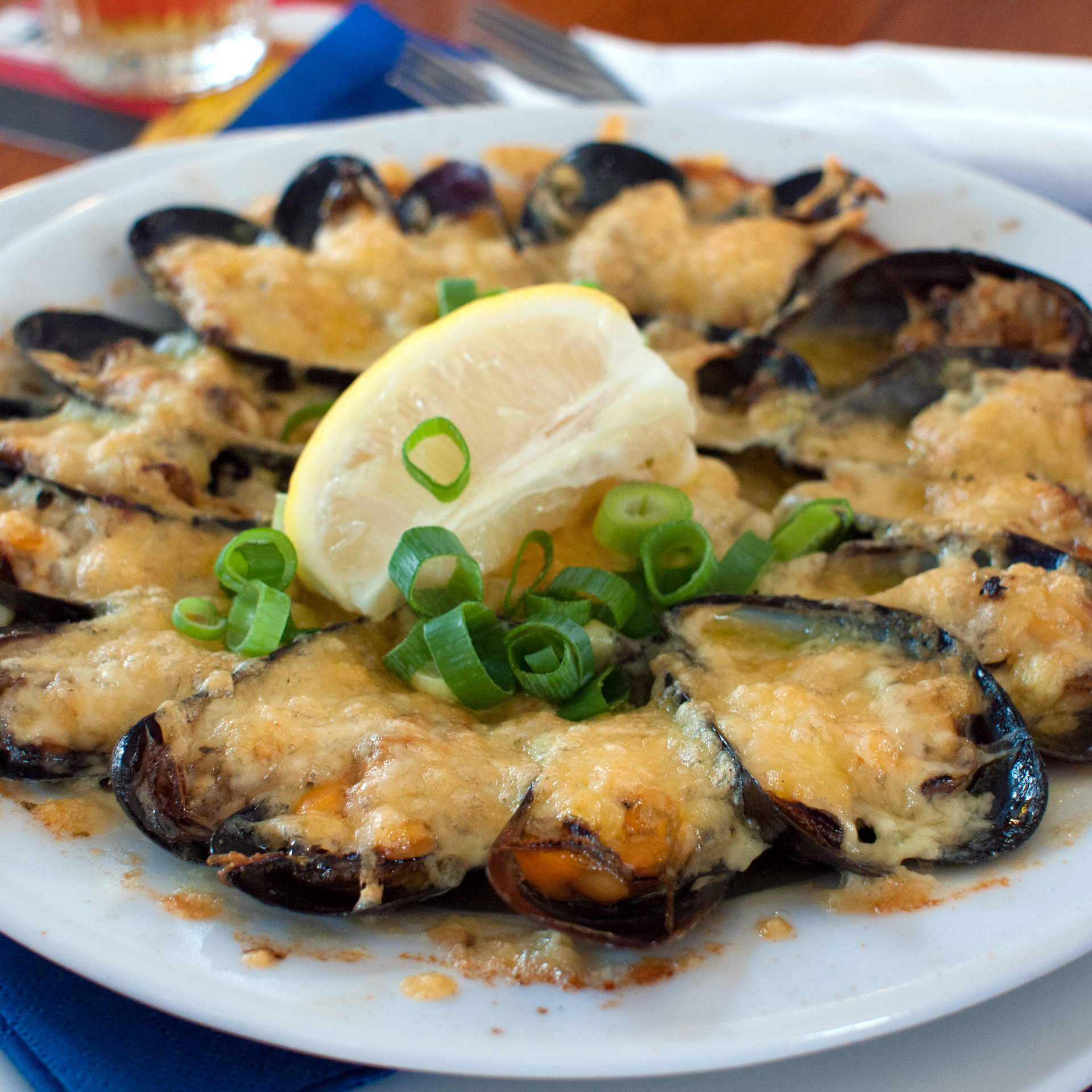
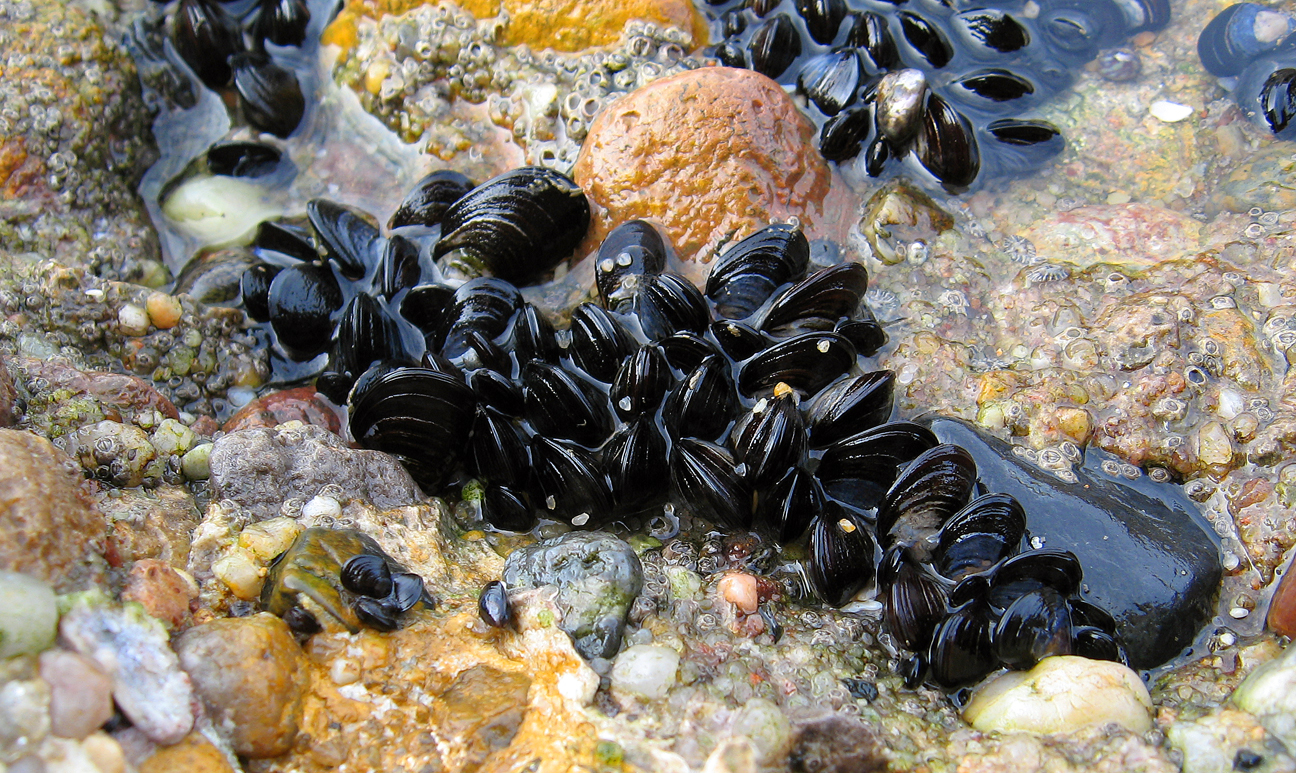